# Saint-Valery
Saint-Valery és un municipi francès, situat al departament de l'Oise i a la regió dels Alts de França. L'any 2007 tenia 54 habitants.

## Demografia

### Població
El 2007 la població de fet de Saint-Valery era de 54 persones. Hi havia 17 famílies de les quals 4 eren unipersonals (4 homes vivint sols), 4 parelles sense fills i 9 parelles amb fills.
La població ha evolucionat segons el següent gràfic:
Habitants censats

### Habitatges
El 2007 hi havia 22 habitatges, 19 eren l'habitatge principal de la família, 2 eren segones residències i 1 estava desocupat. Tots els 22 habitatges eren cases. Dels 19 habitatges principals, 15 estaven ocupats pels seus propietaris, 3 estaven llogats i ocupats pels llogaters i 1 estava cedit a títol gratuït; 5 tenien quatre cambres i 14 en tenien cinc o més. 11 habitatges disposaven pel capbaix d'una plaça de pàrquing. A 10 habitatges hi havia un automòbil i a 9 n'hi havia dos o més.

### Piràmide de població
La piràmide de població per edats i sexe el 2009 era:
| Homes | Edats   | Dones |
| ----- | ------- | ----- |
| 0     | 95 o +  | 0     |
| 0     | 90 a 94 | 0     |
| 0     | 85 a 89 | 0     |
| 0     | 80 a 84 | 0     |
| 1     | 75 a 79 | 0     |
| 0     | 70 a 74 | 0     |
| 1     | 65 a 69 | 0     |
| 0     | 60 a 64 | 3     |
| 3     | 55 a 59 | 1     |
| 3     | 50 a 54 | 3     |
| 1     | 45 a 49 | 2     |
| 0     | 40 a 44 | 0     |
| 3     | 35 a 39 | 1     |
| 2     | 30 a 34 | 2     |
| 3     | 25 a 29 | 2     |
| 1     | 20 a 24 | 1     |
| 0     | 15 a 19 | 1     |
| 0     | 10 a 14 | 0     |
| 1     | 5 a 9   | 0     |
| 3     | 0 a 4   | 1     |

## Economia
El 2007 la població en edat de treballar era de 33 persones, 31 eren actives i 2 eren inactives. De les 31 persones actives 29 estaven ocupades (16 homes i 13 dones) i 2 estaven aturades (1 home i 1 dona). Totes les 2 persones inactives estaven jubilades.
Activitats econòmiques
Dels 2 establiments que hi havia el 2007, 1 era d'una empresa de construcció i 1 d'una empresa de serveis.
L'únic servei als particulars que hi havia el 2009 era una fusteria.
L'any 2000 a Saint-Valery hi havia 6 explotacions agrícoles que ocupaven un total de 468 hectàrees.

## Poblacions més properes
El següent diagrama mostra les poblacions més properes.